# Economia de Saint Vincent i les Grenadines
L'economia de Saint Vincent i les Grenadines depèn en una gran mesura de l'agricultura. El cultiu de la banana representa un 60% de l'ocupació i un 50% de les exportacions. Aquesta molt forta dependència d'un sol cultiu fa que l'economia sigui vulnerable a múltiples factors externs. Els agricultors de banana de Sant Vicente posseeixen accés preferencial al mercat europeu. Atès que la Unió Europea ha anunciat que aquest accés preferencial serà eliminat, és que la diversificació de l'activitat econòmica es torna una prioritat per lo país.
El turisme ha crescut, convertint-se en un element important de l'activitat econòmica. En 1993, el turisme va desplaçar a les exportacions de banana com el principal element generador d'ingrés de divises. Les Grenadines s'han convertit en un mercat favorit dels fanàtics amb alts nivells d'ingrés que practiquen la nàutica amb velers. La tendència de creixement del turisme és molt probable continuï. En 1996, es van inaugurar nous molls i embarcadors per a creuers i bucs, amb el consegüent augment de la quantitat de passatgers arribats. En 1998, van arribar un total de 202 109 visitants, la majoria dels turistes van provenir d'altres països del Carib i el Regne Unit.